# Рибаш, Рикарду
Рикарду Домингуш Пириш Рибаш (порт. Ricardo Domingos Pires Ribas; род. 8 октября 1977, Гамбург) — португальский легкоатлет, специалист по бегу на длинные дистанции, кроссу и марафону. Выступал на профессиональном уровне в 2000-х и 2010-х годах, призёр ряда крупных международных стартов на дорожке и на шоссе, участник летних Олимпийских игр в Рио-де-Жанейро.

## Биография
Рикарду Рибаш родился 8 октября 1977 года в Гамбурге, ФРГ.
Выступал на крупных легкоатлетических стартах национального уровня с 2000 года.
В 2002 году одержал победу в чемпионате Португалии в беге на 5000 метров. В составе португальской сборной выступил на чемпионате мира по кроссу в Дублине, где на короткой дистанции занял 85-е место.
На чемпионате Европы по кроссу 2003 года в Эдинбурге показал 23-й результат в личном зачёте и вместе с соотечественниками стал бронзовым призёром командного зачёта.
В 2004 году участвовал в Европейском вызове по бегу на 10 000 метров в Мариборе, в кроссовых чемпионате мира в Брюсселе и чемпионате Европы в Херингсдорфе.
В 2005 году на Кубке Европы по бегу на 10 000 метров в Баракальдо был восьмым и вторым в личном и командном зачётах соответственно. Финишировал третьим на полумарафоне в Помбале, установив свой личный рекорд в данной дисциплине — 1:03:58. Также стартовал на кроссовых чемпионате мира в Сен-Гальмье и чемпионате Европы в Тилбурге.
На Кубке Европы по бегу на 10 000 метров 2006 года в Анталье занял 13-е место в личном зачёте и второе в командном. Показал 47-й результат на чемпионате мира по кроссу в Фукуоке и 16-й результат на чемпионате Европы по кроссу в Сан-Джорджо-су-Леньяно — во втором случае также стал бронзовым призёром командного зачёта.
В 2007 году на Кубке Европы по бегу на 10 000 метров в Ферраре сошёл с дистанции, но за счёт успешного выступления соотечественников выиграл бронзовую медаль командного зачёта. На кроссовом чемпионате мира в Момбасе занял 93-е место. На кроссовом чемпионате Европы в Торо пришёл к финишу девятым и стал серебряным призёром командного зачёта.
На Кубке Европы по бегу на 10 000 метров 2008 года в Стамбуле закрыл двадцатку сильнейших. Показал 21-й результат на Гамбургском марафоне, сошёл на чемпионате мира по кроссу в Эдинбурге.
На кроссовом чемпионате Европы 2009 года в Дублине занял 46-е место.
В 2011 году среди прочего показал 28-й результат на Венском марафоне, 44-й результат на чемпионате Европы по кроссу в Веленье.
На Кубке Европы по бегу на 10 000 метров 2012 года в Бильбао сошёл с дистанции, но стал бронзовым призёром командного зачёта, тогда как на домашнем старте в Лиссабоне установил личный рекорд в данной дисциплине — 28:47.16. На Гамбургском марафоне пришёл к финишу 12-м.
На Гамбургском марафоне 2013 года финишировал девятым.
В 2014 году занял 14-е место на Кубке Европы по бегу на 10 000 метров в Скопье, 11-е место на Гамбургском марафоне. На чемпионате Европы в Цюрихе был 12-м в беге на 10 000 метров и десятым в марафоне. Принял участие в Фукуокском марафоне, но финишировать здесь не смог.
В 2016 году с личным рекордом 2:13:21 стал четвёртым на Дюссельдорфском марафоне. Выполнив олимпийский квалификационный норматив, удостоился права защищать честь страны на летних Олимпийских играх в Рио-де-Жанейро — в программе марафона показал время 2:38:29, расположившись в итоговом протоколе соревнований на 133-й строке. Кроме того, в этом сезоне занял 15-е место на марафоне в Порту.
В 2017 году бежал марафон на чемпионате мира в Лондоне, сошёл с дистанции.
В 2019 году финишировал третьим на полумарафоне Мануэлы Машаду в Виана-ду-Каштелу.
В 2021 году на чемпионате Португалии по марафону в Палмеле с результатом 2:43:00 стал шестым.